# Walfrid Jönsson
Walfrid Jönsson, född Valfrid Jönsson den 20 mars 1902 i Tofta församling Malmöhus län, död den 17 april 1980 i Landskrona, var en svensk kompositör, sångtextförfattare, målare och tecknare.
Han studerade konst i Landskrona, Amsterdam och i södra Europa. Hans konst består av figurtavlor, färgade folkslag, landskap och stilleben i pastell. Som dekorationsmålare har han dekorerat några privathus, samt gjort illustrationer till böcker, tidningar och till egna dikter. Han var även verksam under pseudonymen Walfrid Wale.
Bland hans kompositioner kan nämnas "Utan hyra i Frisco" i filmen Ebberöds bank  och "Sjömansvisor från hav och hamn". Walfrid Jönsson är begravd på Landskrona kyrkogård.